# Antranilan metylu
Antranilan metylu – organiczny związek chemiczny, ester metylowy kwasu antranilowego.

## Właściwości chemiczne
Jest przeźroczystą lub lekko żółtą cieczą o temperaturze topnienia 24 °C i wrzenia 256 °C. Jest słabo rozpuszczalny w wodzie, natomiast bardzo dobrze rozpuszcza się w etanolu i eterze. Wykazuje niebieską fluorescencję.

## Otrzymywanie
Na drodze chemicznej można go otrzymać w wyniku estryfikacji kwasu antranilowego metanolem lub przez metanololizę połączoną z dekarboksylacją bezwodnika izatowego.

## Występowanie
Występuje w olejkach eterycznych wielu kwiatów, np. jaśminu, ylang ylang, pomarańczy gorzkiej i  bergamotki, w cytrusach i winogronach (nadaje charakterystyczny zapach odmianie Concord).

## Użycie
Jest używany do wytwarzania kwiatowych kompozycji zapachowych, np. aromatów winogronowych i cytrusowych, jednak jego zastosowanie w kosmetykach ogranicza fakt, że powoduje utratę koloru. Ponadto służy do nadawania aromatu winogronowego słodyczom, napojom w proszku i wyrobom tytoniowym.
W syntezie chemicznej wykorzystywana jest jego zdolność do cyklizacji z wytworzeniem dwu- i trójpierścieniowych związków heterocyklicznych, np. cynoliny, pochodnych chinazolinonu lub chinoliny.